# Kościół Wniebowzięcia Najświętszej Maryi Panny i św. Jakuba Starszego w Kamieńcu Ząbkowickim
Kościół Wniebowzięcia Najświętszej Maryi Panny i świętego Jakuba Starszego w Kamieńcu Ząbkowickim – rzymskokatolicki kościół parafialny należący do parafii pod tym samym wezwaniem (dekanat Kamieniec Ząbkowicki diecezji świdnickiej).
Kościół został zbudowany przez cystersów w XIV wieku na miejscu poprzedniej świątyni augustianów. W 1. połowie XIV wieku powstały prezbiterium i transept, natomiast w 2. połowie tego wieku został zbudowany korpus nawowy. Świątynia została wzniesiona na planie krzyża łacińskiego, do jej budowy użyto cegły i piaskowca. W pracach budowlanych brał udział Mistrz Johannes (magister operis). Około 1700 roku świątynia została częściowo przekształcona w stylu barokowym, powstały wówczas: nowy szczyt fasady i kruchta zachodnia, natomiast przy wschodniej elewacji zostały dobudowane kaplice.
Kościół charakteryzuje się układem halowym, w przeciwieństwie do cysterskich kościołów na Śląsku, wybudowanych w układzie bazylikowym. Świątynia składa się z trzynawowego, sześcioprzęsłowego korpusu, transeptu oraz trzynawowego, trójprzęsłowego prezbiterium, zamkniętego ścianą prostą. Do prezbiterium dobudowane są od strony wschodniej trzy kaplice barokowe, natomiast dwie dalsze dostawione są od stron: północnej i południowej. Od strony zachodniej przy korpusie jest umieszczona barokowa kruchta z wieżyczką nakrytą kopułką. Fasada zachodnia do wysokości gzymsu koronującego reprezentuje styl gotycki, rozczłonkowana jest dużymi ostrołukowymi oknami z maswerkami i zakończona jest szczytem w stylu barokowym, z dużym pozornym oknem zamkniętym półkoliście oraz rzeźbami Chrystusa z krzyżem, Matki Boskiej i św. Józefa wykonanymi przez Antoniego Jőrga. Podobne szczyty zwieńczają również wschodnią ścianę prezbiterium oraz południową i północną elewację transeptu. Na zewnątrz ściany świątyni opinają uskokowe przypory i przepruwają ostrołukowe okna z maswerkami. Cały kościół nakryty jest dwuspadowymi dachami. W południowym ramieniu transeptu można zobaczyć ostrołukowy portal gotycki. Wnętrze nakrywają sklepienia krzyżowo-żebrowe z około 1400 roku, podparte przez wysmukłe ośmiokątne filary.
Wyposażenie świątyni reprezentuje styl barokowy i powstało głównie w latach 1701-12. Ołtarz główny został wykonany przez Caspra Georga Kőnigera w 1704 roku. Znajduje się w nim obraz Wniebowzięcia Najświętszej Maryi Panny, pędzla Michaela Willmanna z 1705 roku. Kościół posiada także inne ołtarze, najcenniejszymi z nich są: św. Bernarda i Matki Boskiej Bolesnej, obydwa umieszczone w południowym ramieniu transeptu oraz św. Benedykta usytuowany w ramieniu północnym transeptu. Obrazy ołtarzowe zostały namalowane m.in. przez Jana Krzysztofa Liszkę. Późnobarokowe rzeźby Czternastu Świętych Wspomożycieli z lat 1709-11 są przypisywane wybitnemu rzeźbiarzowi Tomasowi Weisfeldtowi. Ambona została wyrzeźbiona w 1708 roku przez Antoniego Jőrga i jest podtrzymywana przez grupę aniołów oraz nakryta bogato rzeźbionym baldachimem. Na ścianach naw bocznych można zobaczyć obrazy Drogi Krzyżowej, pędzla cystersa Walerego Mauronera. Siedziska, będące pozostałością stalli barokowych, umieszczone są w nawie południowej. Ławy z około 1700 roku wykonał stolarz Carl z Ząbkowic.
Kościół jest częścią zespołu zabytków zespół klasztorny cystersów, XIV–XIX, które zostało uznane za część pomnika historii "Kamieniec Ząbkowicki – zespół architektoniczno-krajobrazowy".